# Schäftlarn

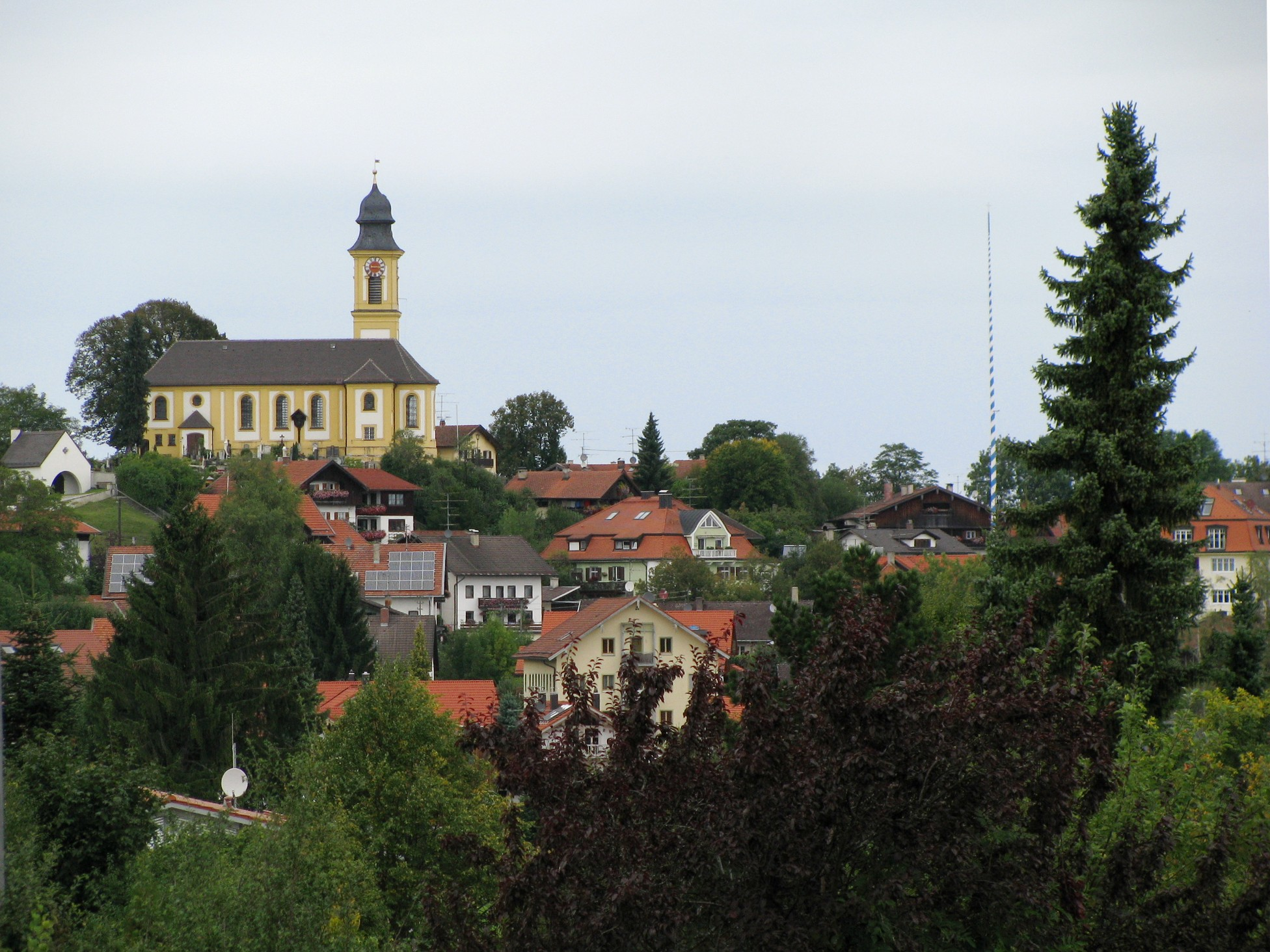
Hohenschäftlarn

Schäftlarn ist eine Gemeinde im oberbayerischen Landkreis München an der Isar gelegen. Ein Ort namens „Schäftlarn“ existiert nicht. Hauptort und Sitz der Gemeindeverwaltung ist Hohenschäftlarn.

## Geographie

### Gemeindeteile
Die Gemeinde hat fünf Gemeindeteile (in Klammern ist der Siedlungstyp angegeben):
- Ebenhausen (Pfarrdorf)
- Hohenschäftlarn (Pfarrdorf)
- Kloster Schäftlarn (Kirchdorf)
- Neufahrn (Kirchdorf)
- Zell (Kirchdorf)

Das Gebiet der Gemeinde und der Gemarkung Schäftlarn sind deckungsgleich.

### Natur
Folgende Schutzgebiete berühren das Gemeindegebiet:
- Landschaftsschutzgebiet Verordnung des Bezirks Oberbayern über den Schutz von Landschaftsteilen entlang der Isar in den Landkreisen Bad-Tölz-Wolfratshausen, München, Freising und Erding als LSG (LSG-00384.01)
- Fauna-Flora-Habitat-Gebiet Oberes Isartal (8034-371)

## Geschichte
Um 762 wurde das Benediktiner-Kloster Schäftlarn durch Waltrich, einen Freisinger Domkleriker, gegründet. Ab 1140 gehörte das Kloster dem Orden der Prämonstratenser. Der Ort Hohenschäftlarn wurde erstmals 778 erwähnt, er gehörte als geschlossene Hofmark zum Kloster. Zell ist um 1160 bezeugt, aber mit Sicherheit weit älter. Ebenhausen erscheint urkundlich frühestens 1130 unter dem Namen Emmenhusen. Neufahrn wird erstmals 1140 erwähnt (frühere Daten sind unsicher).
Das Kloster Schäftlarn spielte eine geschichtliche Rolle bei der bayerischen Volkserhebung von 1705, als sich dort die Rebellen zum Marsch auf München trafen, als dessen Folge es zur Sendlinger Mordweihnacht kam. Der Klosterkomplex wurde 1702 bis 1760, die Kirche St. Georg zu Hohenschäftlarn 1729/30 letztmals neu erbaut. Wie alle bayerischen Klöster wurde Schäftlarn durch die Säkularisation aufgelöst. Die Gebäude wurden verkauft, u. a. wurden hier eine Steingutfabrik, eine Brauerei und ein Mineralbad betrieben. Die 1807 eröffnete Heilbadeanstalt nutzte die alkalischen Mineralquellen, die am Isarhang entspringen. Mehr als 300 Badegäste unterzogen sich jährlich einer Bade- und Trinkkur. 1845 erwarben die Englischen Fräulein das Klostergebäude samt Bad und führten den Badebetrieb weiter. Mit der Übergabe des Klosters an die Benediktiner im Jahr 1866 wurde das Bad mehrheitlich nur noch von Geistlichen genutzt. Das Bad wurde um 1890 geschlossen.

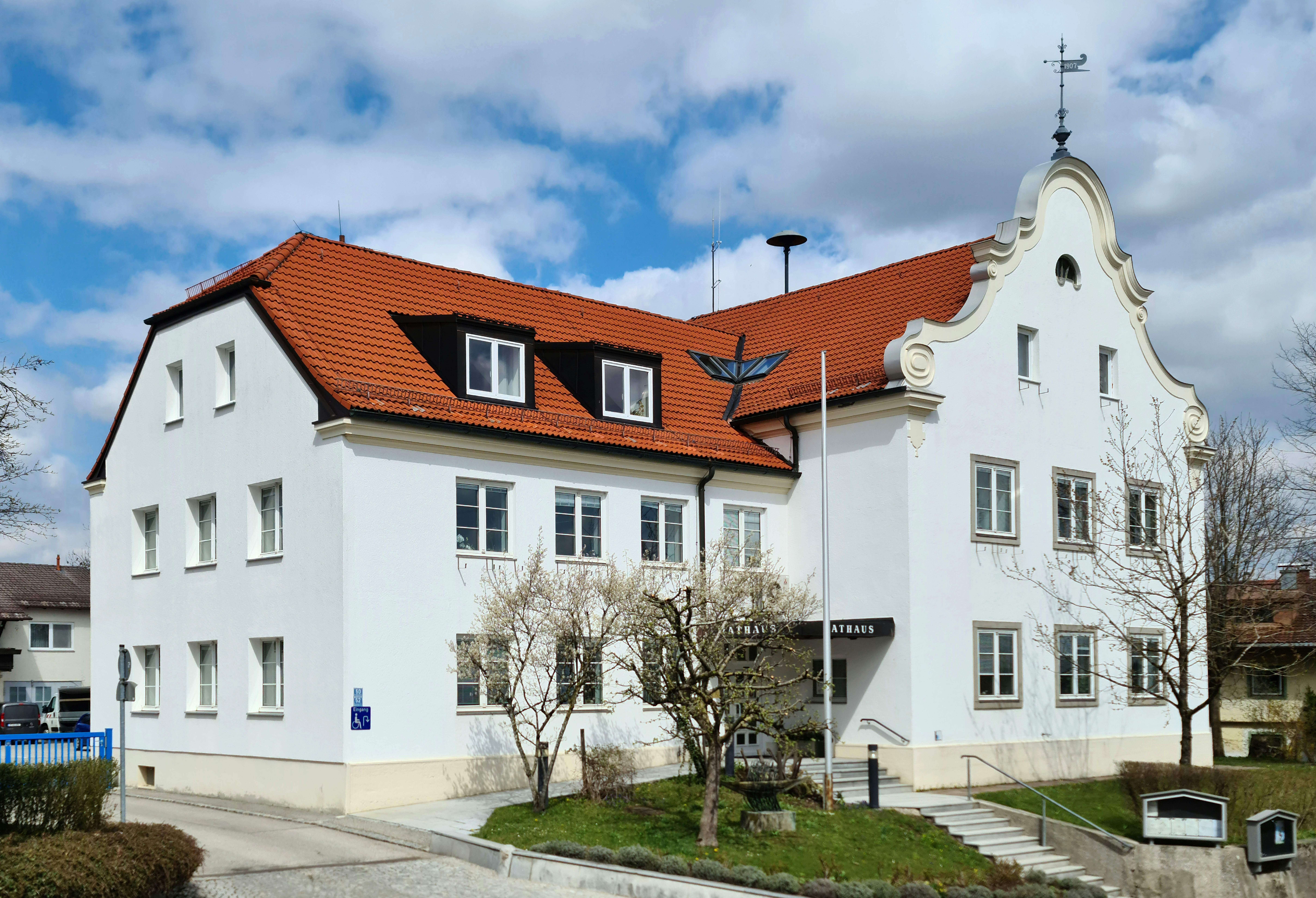
Rathaus der Gemeinde Schäftlarn

Schäftlarn wurde im Zuge der Verwaltungsreformen in Bayern 1818 eine selbständige politische Gemeinde. 1866 stiftete der ehemalige König Ludwig I. von Bayern das Kloster als Benediktinerkloster neu und förderte die Errichtung einer Schule. Das bekannte Klostergymnasium mit Internat gründeten die Schäftlarner Benediktiner 1884. 1910 wurde Schäftlarn wieder zur Abtei erhoben.
Im Jahr 1873 wurde der Gemeindename Hohenschäftlarn amtlich in Schäftlarn geändert.
Mit der Eröffnung der Isartalbahn im Jahr 1860 entwickelten sich Kloster Schäftlarn, Hohenschäftlarn, Zell und Ebenhausen zu beliebten Ausflugszielen und schließlich zu einem Treffpunkt der Münchner Bohème. Einblick in diese Zeit gibt der Roman Jules et Jim (1953) des französischen Schriftstellers Henri-Pierre Roché. Basierend auf Tagebucheinträgen schildert das Buch die Liebesgeschichte von Henri-Pierre Roché, Franz Hessel und Helen Hessel, die Anfang der 1920er-Jahre in der Villa Heimat in der Nähe des Bahnhofs Hohenschäftlarn lebten. Das Buch wurde 1962 von François Truffaut mit Jeanne Moreau, Oskar Werner und Henri Serre unter dem gleichnamigen Titel – Jules und Jim – verfilmt.
Bis 2001 war Ebenhausen Sitz der Stiftung Wissenschaft und Politik (SWP), die seither in Berlin residiert.
Am 14. Februar 2022 kam es auf der Isartalbahn am Rand des Bahnhofs Ebenhausen-Schäftlarn in einem eingleisigen Abschnitt zum Eisenbahnunfall von Ebenhausen-Schäftlarn, einem Frontalzusammenstoß zweier Züge der Linie S 7, von denen der eine in Fahrtrichtung München, der andere in Richtung Wolfratshausen unterwegs war. Dabei wurde ein 24-jähriger Fahrgast getötet, 18 Menschen wurden verletzt, sechs von ihnen – darunter die beiden Triebfahrzeugführer – schwer; 25 Mitfahrende aus beiden Zügen wurden ambulant versorgt. Insgesamt befanden sich 95 Menschen an Bord der beiden Triebwagen. In einem Zwischenbericht der Bundesstelle für Eisenbahnunfalluntersuchung wurde festgestellt, dass einer der beiden Triebfahrzeugführer zweimal Vorschriften grob missachtet hatte.

### Ortsname
Der Name kommt von althochdeutsch Sceftilaron (‚bei den Speermachern‘).

### Einwohnerentwicklung
Zwischen 1988 und 2018 wuchs die Gemeinde von 4848 auf 5853 um 1005 Einwohner bzw. um 20,7 %.

## Politik

### Bürgermeister
Der amtierende Erste Bürgermeister ist Christian Fürst (CSU). Er wurde am 29. März 2020 für dieses Amt gewählt. Zweiter Bürgermeister ist Marcel Tonnar (GRÜNE), Dritte Bürgermeisterin ist Susanne Dichtl (CSU).

### Gemeinderat
Der Gemeinderat besteht aus dem ersten Bürgermeister und den Gemeinderatsmitgliedern. Die 20 Gemeinderatsmitglieder werden seit Mai 2020 von folgenden Gruppierungen gestellt:
- CSU: 7 Sitze
- SPD: 1 Sitz
- GRÜNE: 7 Sitze
- GU: 4 Sitze
- UWG: 1 Sitz

### Wappen
| | Blasonierung: „In Blau ein silbernes Schiff mit zwei geschrägten silbernen Rudern, darüber schwebend ein sechsstrahliger silberner Stern.“ |
| Wappenbegründung: Das ursprüngliche Klosterwappen mit Kahn, zwei Rudern und Stern geht auf eine Mitte des 15. Jahrhunderts aufgekommene, falsche Deutung des Namens Schäftlarn zurück, nämlich auf eine Ableitung von dem griechischen Wort scapha („Boot“). Man knüpfte dabei an die alte Übersetzstelle an der Isar nächst dem Kloster an. Erstmals erscheint das Wappen im Jahr 1462 ohne Stern, der wohl eine spätere dekorative Zutat darstellt. Das hohe Alter wird gegenüber dem Prunk jüngerer Zeiten durch die Schlichtheit des Motivs bestätigt. Das Gemeindewappen ist somit eines der ältesten in Bayern. | |

## Sehenswürdigkeiten

### Baudenkmäler
- Die Klosterkirche des Klosters Schäftlarn ist ein Juwel des Rokokos. Von 1733 bis 1740 wurde unter François de Cuvilliés d. Ä. ein Neubau begonnen; von 1751 bis 1760 wurde der Bau von Johann Baptist Gunetzrhainer und Johann Michael Fischer vollendet. 1754 bis 1756 malte und stuckierte Johann Baptist Zimmermann die Kirche aus. 1756 bis 1764 stellte Johann Baptist Straub die Altäre und die Kanzel auf. Eine über mehrere Jahre laufende Generalsanierung wurde im Juli 2011 abgeschlossen.
- Pfarrkirche St. Georg: Der heutige Bau wurde 1729 durch den Münchner Maurermeister Johann Georg Ettenhofer begonnen und bereits nach 13 Monaten abgeschlossen
- Die Kirche St. Michael im Ortsteil Zell ist das älteste Kirchengebäude der Gemeinde. Laut einer Tafel an der Kirche wurde sie am 1. Dezember 1206 von Bischof Otto II. geweiht. Die Kirche wurde im 13./14. Jahrhundert wohl auf der Grundlage eines bereits vorhandenen Gebäudes errichtet. Ausbauten erfolgten im 15. Jahrhundert und 1730.
- Ehemaliges Postamt in Ebenhausen-Schäftlarn: Das nach einem Entwurf von Franz Holzhammer und Hans Schnetzer im Jahr 1934 gebaute Postamt zählt zu den ländlichen Beispielen der bayerischen Postbauschule, einer bedeutenden Schule des Neuen Bauens in Bayern zwischen 1920 und 1934 (Abb.). Nach dem Verkauf der Postfiliale im Jahr 2012 wurde das Gebäude, entgegen der Vorgabe des Gemeinderats, das Architekturdenkmal in seinem Charakter zu erhalten, völlig umgestaltet.[18][19]

Kirchen in Schäftlarn
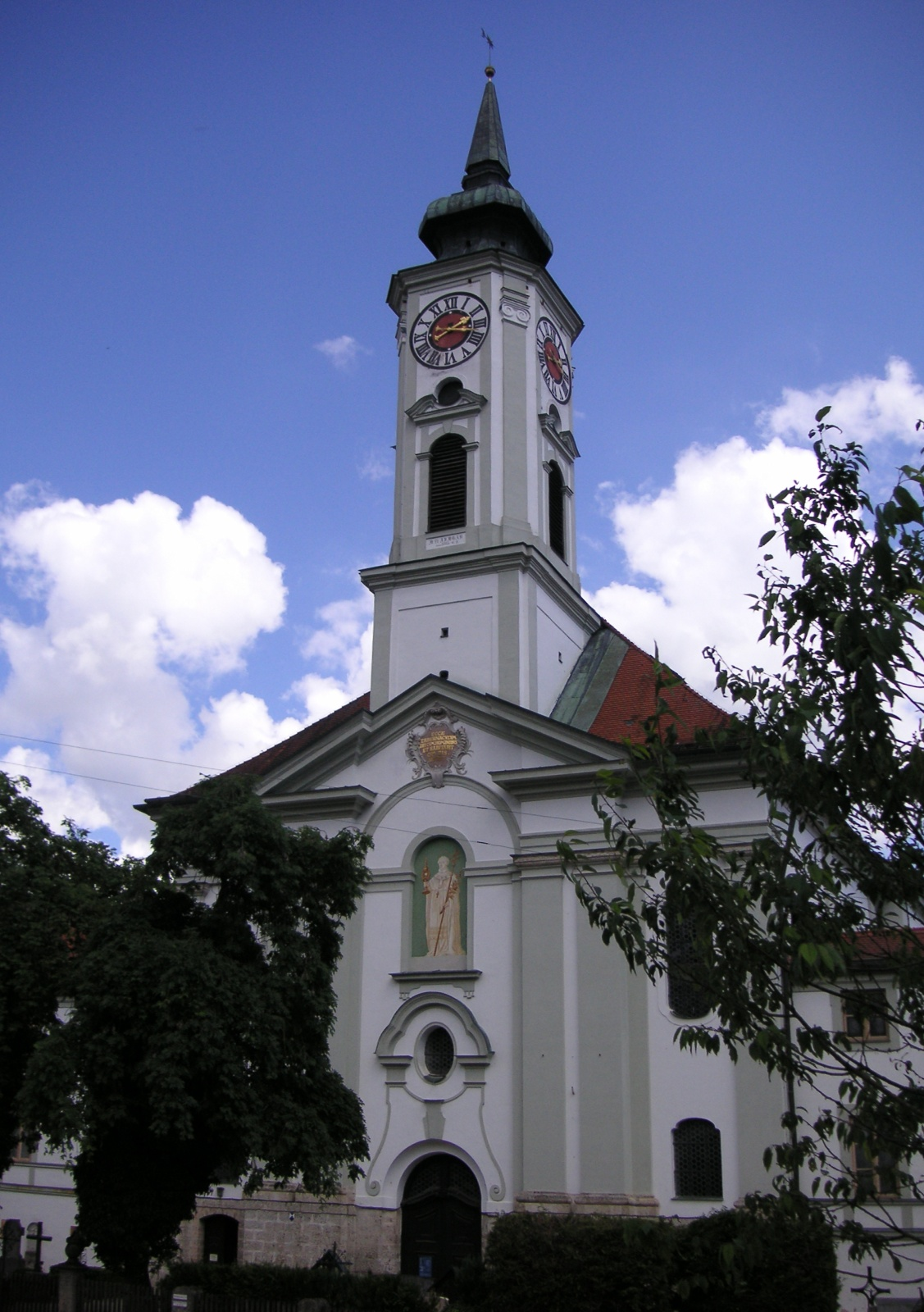
Kloster Schäftlarn
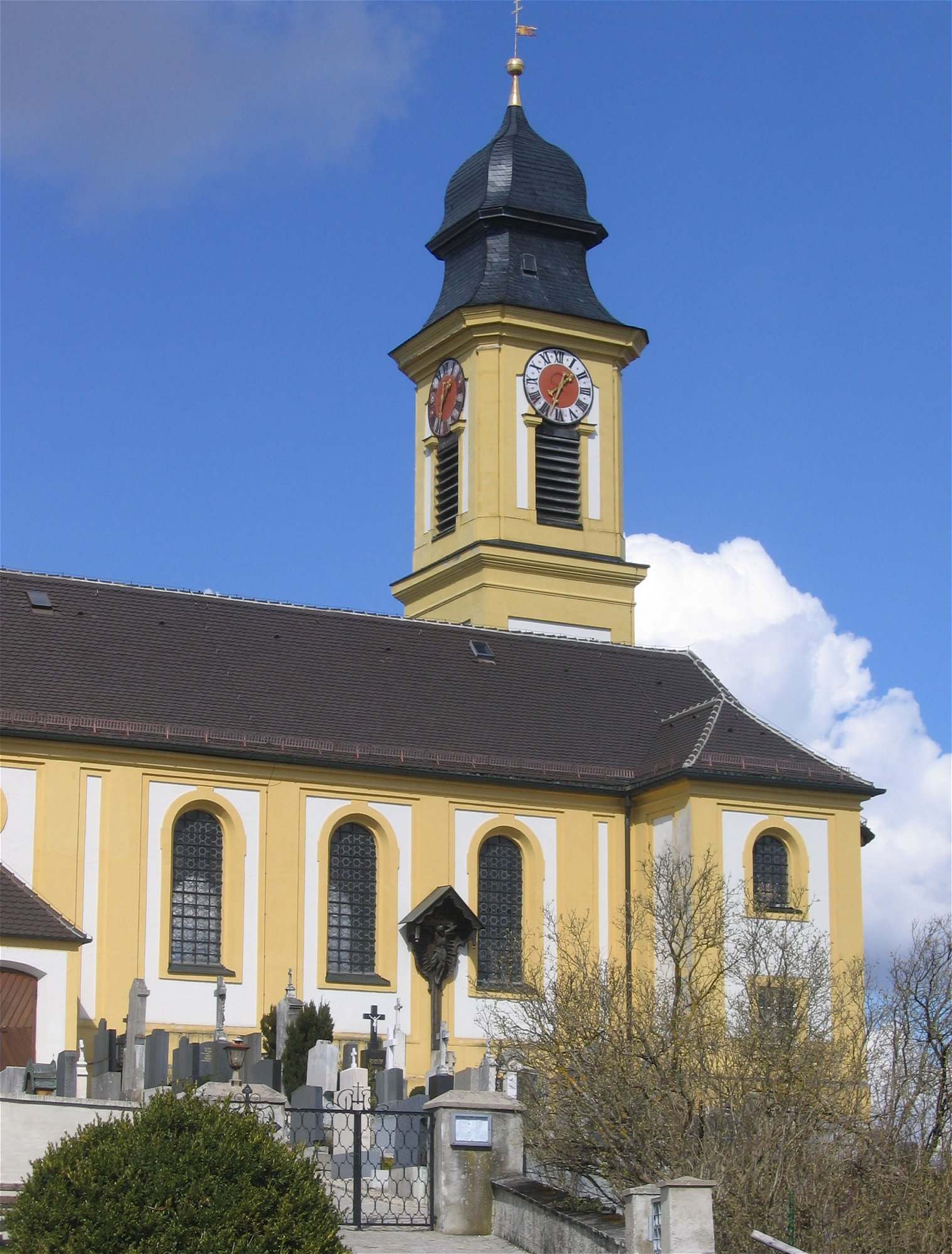
St. Georg in Hohenschäftlarn
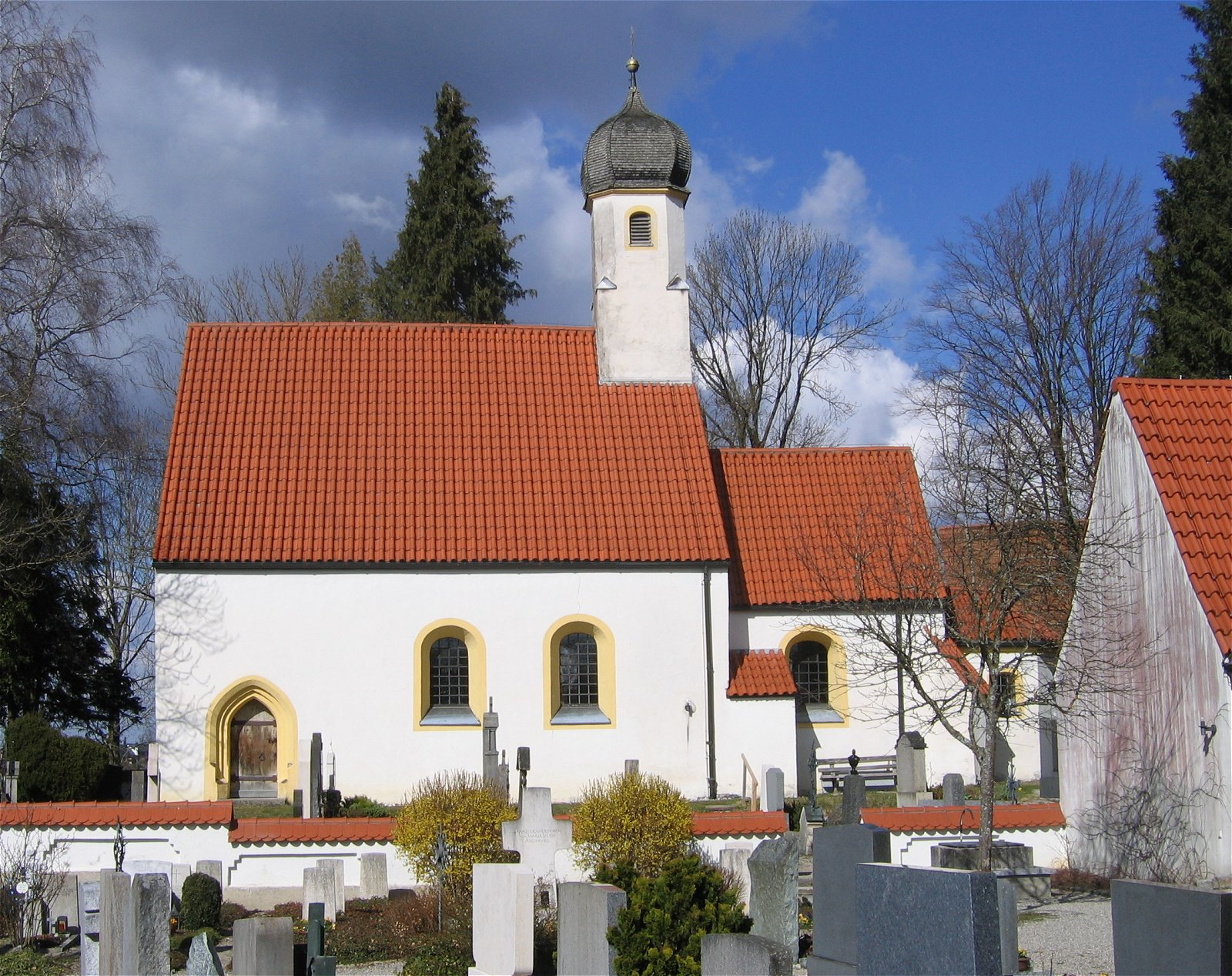
St. Michael in Zell
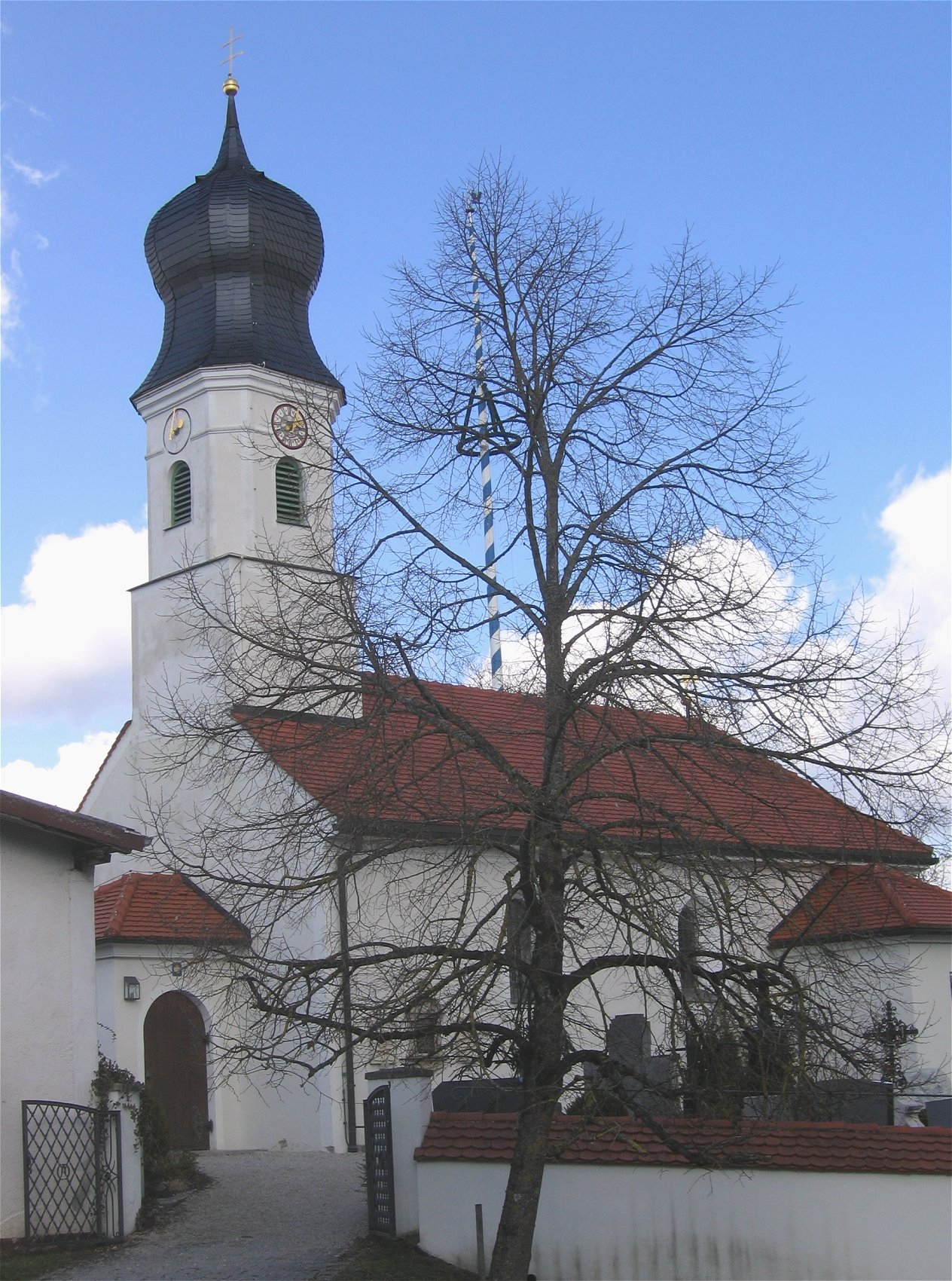
Kirche in Neufahrn

### Bodendenkmäler
- Birg

### Museen
- Heimathaus der Gemeinde Schäftlarn: Das 1846 errichtete Haus gibt Einblick in die Lebenswelt eines Kleinstbauern des 19. und 20. Jahrhunderts.[20]

## Verkehrsanbindung
- Isartalbahn (München–Wolfratshausen(–Bichl: stillgelegt)): S7 (Wolfratshausen – München Hauptbahnhof) Bahnstationen: Ebenhausen-Schäftlarn, Hohenschäftlarn

| Linie | Linienverlauf |
| ----- | --- |
| S7    | Wolfratshausen – Icking – Ebenhausen-Schäftlarn – Hohenschäftlarn – Baierbrunn – Buchenhain – Höllriegelskreuth – Pullach – Großhesselohe Isartalbahnhof – Solln – Siemenswerke – Mittersendling – Harras – Heimeranplatz – Donnersbergerbrücke – Hauptbahnhof |

### Bus
Schäftlarn wird durch zwei Regionalbuslinien des MVV erschlossen.
| Linie | Linienverlauf                                                                                        | Verkehrsunternehmen |
| ----- | --- | ------------------- |
| 904   | Starnberg Nord – Schäftlarn – Starnberg Nord                                                         | DB Regio Bus Bayern |
| 974   | Icking – Mörlbach – Farchach – Berg, Grafstraße – Mörlbach – Aufkirchen – Höhenrain – Allmannshausen | DB Regio Bus Bayern |

### Straßenverkehr
- Autobahn 95: (München–Garmisch), Ausfahrt Nr. 5 – Schäftlarn
- Bundesstraße 11: (München–Innsbruck)

## Öffentliche Einrichtungen

### Schulen
- Gymnasium der Benediktiner Schäftlarn
- Grundschule Schäftlarn

### Freizeit- und Sportanlagen
- TSV Schäftlarn e. V. 1921
  - Fußballplätze
  - Tennishalle
  - Beachvolleyball-Anlage
  - Skaterplatz

## Persönlichkeiten
Mit Schäftlarn verbunden
- Franz Hessel (1880–1941), Schriftsteller und Übersetzer, lebte von 1919 bis 1922 in Hohenschäftlarn
- Alfred Hessel (1877–1939), Historiker, lebte von 1919 bis 1922 in Hohenschäftlarn
- Helen Hessel (1886–1982), Modejournalistin, lebte von 1919 bis 1922 in Hohenschäftlarn
- Stefan Hessel (1917–2013), später Diplomat und Essayist, lebte von 1919 bis 1922 in Hohenschäftlarn
- Colette Lorand (1923 – 2019), Opernsängerin, lebte von 1983 bis zu ihrem Tod in Ebenhausen
- Christian Meier (* 1929), wohnt in Hohenschäftlarn
- Thomas Demand (* 1964), Künstler, ist in Schäftlarn aufgewachsen
- Tim Walter (* 1975), Fußballtrainer, lebt in Schäftlarn
- Ulla Lohmann (* 1977), Fotojournalistin und Dokumentarfilmerin, lebt in Schäftlarn